# Assedio di Groninga (1594)
L'assedio di Groninga del 1594 o terzo assedio di Groninga, fu un assedio svoltosi dal 19 maggio al 22 luglio 1594 presso la città di Groninga (attuali Paesi Bassi) nel corso della guerra degli ottant'anni. La città di Groninga venne assediata da un esercito anglo-olandese guidato dal principe Maurizio d'Orange. Gli spagnoli consegnarono la città il 22 luglio, dopo un fallito tentativo di liberare la città dall'assedio da parte del conte di Fuentes, Pedro Enríquez de Acevedo.
Nei cinque anni prima della conquista di Groninga, tutte le posizioni strategiche attorno alla città erano state conquistate dagli anglo-olandesi, una per una. La cattura fu un momento decisivo per la repubblica olandese in quanto questa segnò la cacciata totale degli spagnoli dal dominio delle province a nord. La città, dopo la conquista, subì un bando totale dei cattolici e di tutte le loro proprietà.

## Antefatto
Alla fine del XV secolo, Groninga era divenuta una città importante nella sua zona; la vicina provincia di Frisia era amministrata dalla città che ne era il capoluogo. Durante le prime fasi della rivolta olandese contro la Spagna, Groninga era entrata a far parte dell'Unione di Utrecht, ma lo stadtholder George de Lalaing, conte di Rennenberg, cambiò partito e si schierò con gli spagnoli. Renneberg vendette la città per 10 000 corone, arrestando i principali esponenti della città ed aprendo i cancelli agli spagnoli il 3 marzo 1580. La perdita di questo punto focale nella lotta contro la Spagna nei Paesi Bassi rappresentò un duro colpo per i ribelli olandesi.
La repubblica, inoltre, dovette soprassedere diverse volte all'idea di riconquistare Groninga in quanto la città era stata pesantemente fortificata e la guarnigione locale era grande a sufficienza da sopportare anche un lungo assedio. Si tentarono dei negoziati per giungere ad una soluzione: il Gran Pensionario Johan van Oldenbarnevelt stava preparando un concordato secondo il quale Groninga sarebbe stata dichiarata città libera sotto la protezione formale del duca Enrico Giulio di Brunswick-Lüneburg, proponendo persino di riconoscere la libertà religiosa ai cattolici, ma queste discussioni vennero interrotte per volontà del comandante militare olandese nell'area, Guglielmo Luigi di Nassau-Dillenburg, che disse apertamente di non volere il duca di Brunswick come protettore, e che Groninga avrebbe potuto essere facilmente riconquistata.
In preparazione all'assedio di Groninga, Guglielmo Luigi per cautela catturò tutti gli scanzi che le truppe spagnole avevano occupato a partire dal 1589 con la battaglia di Zoutkamp per indebolire le fortificazioni della città.
Nel corso della campagna del principe Maurizio d'Orange nel 1591, vennero studiati nuovi piani per un potenziale assedio alla città di Groninga. Circa metà del suo esercito era composto da inglesi e scozzesi al comando di sir Francis Vere. Queste truppe vennero ben presto rinforzate con otto altre compagnie (3000-4000 uomini) concessi da una riluttante Elisabetta I d'Inghilterra.

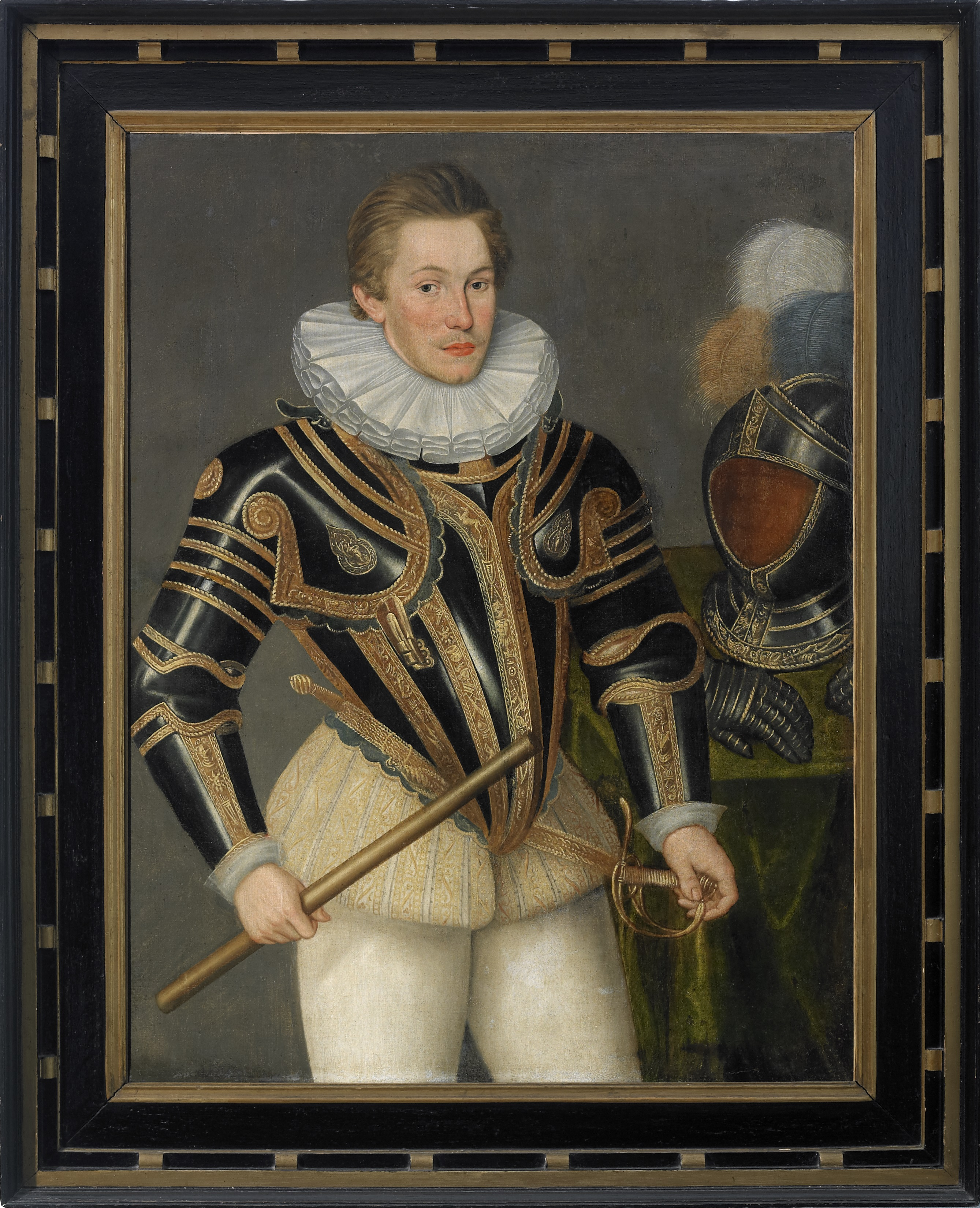
Maurizio d'Orange, ritratto d Daniël van den Queborn

Le fasi iniziali della campagna videro la presa di Delfzijl, uno dei principali porti di transito per Groninga. L'anno successivo, mentre le forze spagnole erano impegnate nelle guerre di religione in Francia, le forze anglo-olandesi colsero l'occasione per portare avanti l'offensiva. Steenwijk e Coevorden vennero entrambe prese da olandesi e inglesi. Maurizio quindi ordinò a Guglielmo Luigi di prendere le città di Winschoten e Slochteren, a est di Groninga, assicurandosi così di bloccare eventuali interventi dagli stati tedeschi. Maurizio quindi assediò Geertruidenberg, per scoprire poi che un grande esercito spagnolo stava giungendo nell'area da sud. Francisco Verdugo, comandante delle forze spagnole, tentò di marciare quindi contro il nemico, assediando quindi Coevorden nell'autunno del 1593 ma Maurizio si mosse in aiuto della città nella primavera del 1594. Verdugo tolse l'assedio alla città il 6 maggio e gli spagnoli si ritirarono.
Dopo il salvataggio di Coevorden, olandesi e inglesi marciaronio il 19 maggio verso Groninga. Gli spagnoli, piagati da ammutinamenti e diserzioni, apparivano spiazzati e Groninga appariva ora un facile bersaglio per gli anglo-olandesi.

## L'assedio

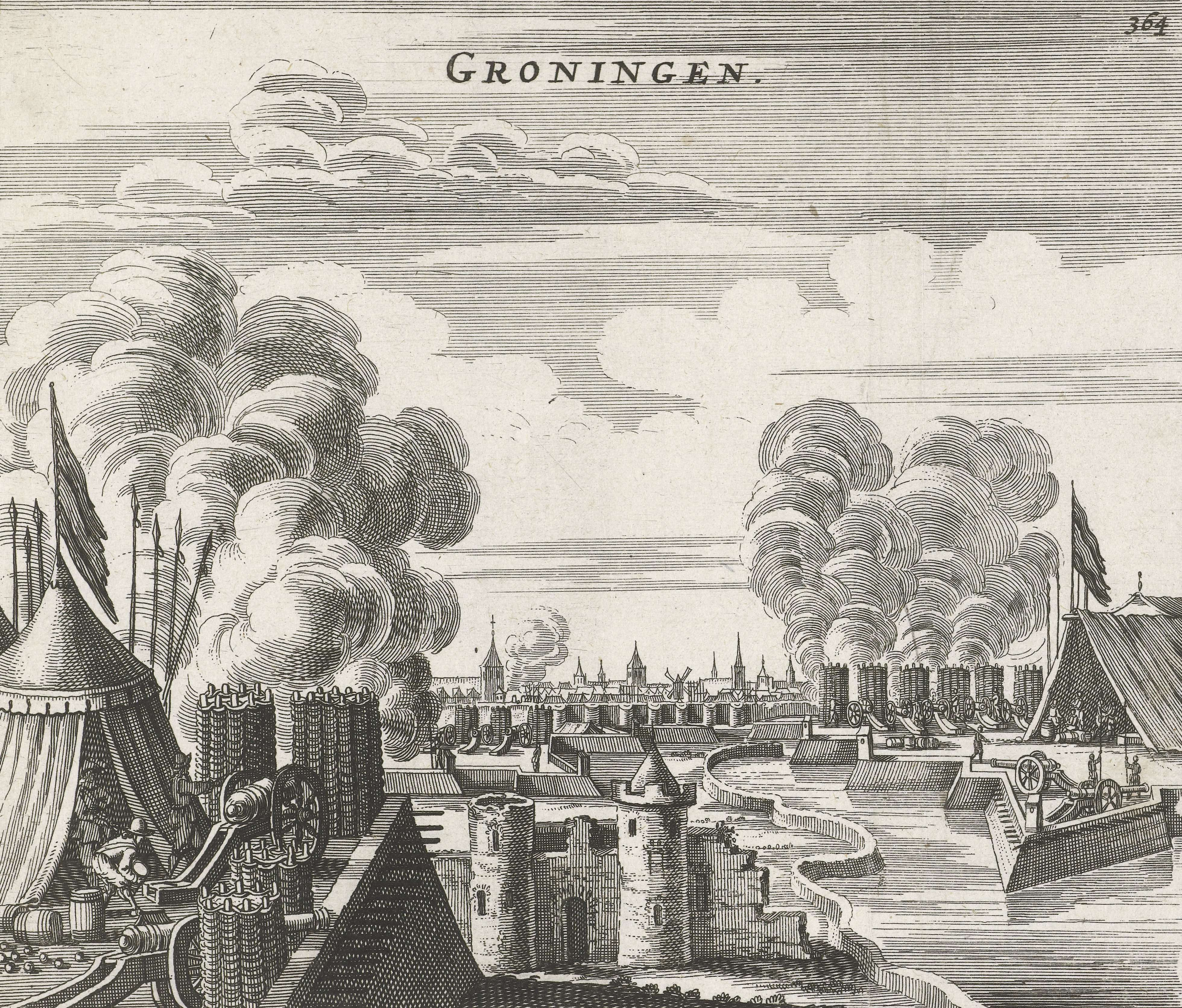
L'ssedio di Groninga del 1594, incisione di Jan Janssonius

Il 22 maggio, le forze anglo-olandesi giunsero alla città di Groninga ed iniziarono a bloccarne le vie di accesso. Il piano era di attaccare la città da sud. Groninga, per quanto fosse una città grande per l'epoca, aveva solo 400 soldati tedeschi e frisiani al comando del maggiore Alberto Jarges. Le mura della città erano ben fornite di artiglieria e la stessa guarnigione venne adeguatamente rifornita con altri 600 uomini al comando di Jarichs Liauckema, luogotenente di Verdugo, che entrarono in città portando così il totale a 1000. La popolazione cittadina, ad ogni modo, era profondamente divisa al proprio interno: i poveri erano attaccati alla fede cattolica, mentre i borghesi (perlopiù legati al mondo del commercio), avrebbero tratto maggiori vantaggi dal governo della repubblica olandese.
Il quartier generale di Maurizio venne posto presso il villaggio di Haren ed iniziò la disposizione dell'artiglieria: cinque cannoni d'assedio vennero posti di fronte alla torre di Drenkelaar, dieci davanti al rivellino della Oosterpoort, dodici davanti alla Heerepoort, sei davanti alla diga di Pas, e tre contro il bastione a sud. Maurizio ordinò quindi la costruzione di piccoli canali ausiliari a quelli già esistenti per il trasporto dei cannoni d'assedio e di fare provviste nei luoghi vicini. Vere, col suo contingente inglese, lavorava intanto fianco a fianco agli uomini dei reggimenti di Frisia e Zelanda che stavano scavando nuove trincee. Quando i cannoni aprirono il fuoco, ad ogni modo, malgrado la parziale distruzione della torre di Drankelaar ed i danni alle mura ed alle porte, le difese della città dettero prova di essere particolarmente resistenti.
Una crisi si aprì alla fine di maggio quando la regina Elisabetta I ordinò il ritorno di tutte le truppe inglesi con l'intento di inviarle in Francia dove gli spagnoli stavano minacciando il porto di Brest. Vere dovette obbedire e chiese agli olandesi di rimpiazzare le truppe inglesi presenti nelle guarnigioni di Ostenda, Vlissingen e Brielle di modo da evitare il collasso della campagna. Questo venne fatto e l'assedio poté continuare senza problemi.
Il 3 giugno, i cannoni vennero posto davanti alla Oosterpoort e Vere spostò i propri uomini nella controscarpa e lungo il fossato. Nel frattempo, scoppiò un violento temporale e gli assediati tentarono una sortita dalla Heerepoort che colse di sorpresa gli inglesi ormai sul punto di ritirarsi, infliggendo loro diverse perdite. Il capitano Wrey, a capo dei suoi uomini, venne colpito mortalmente.

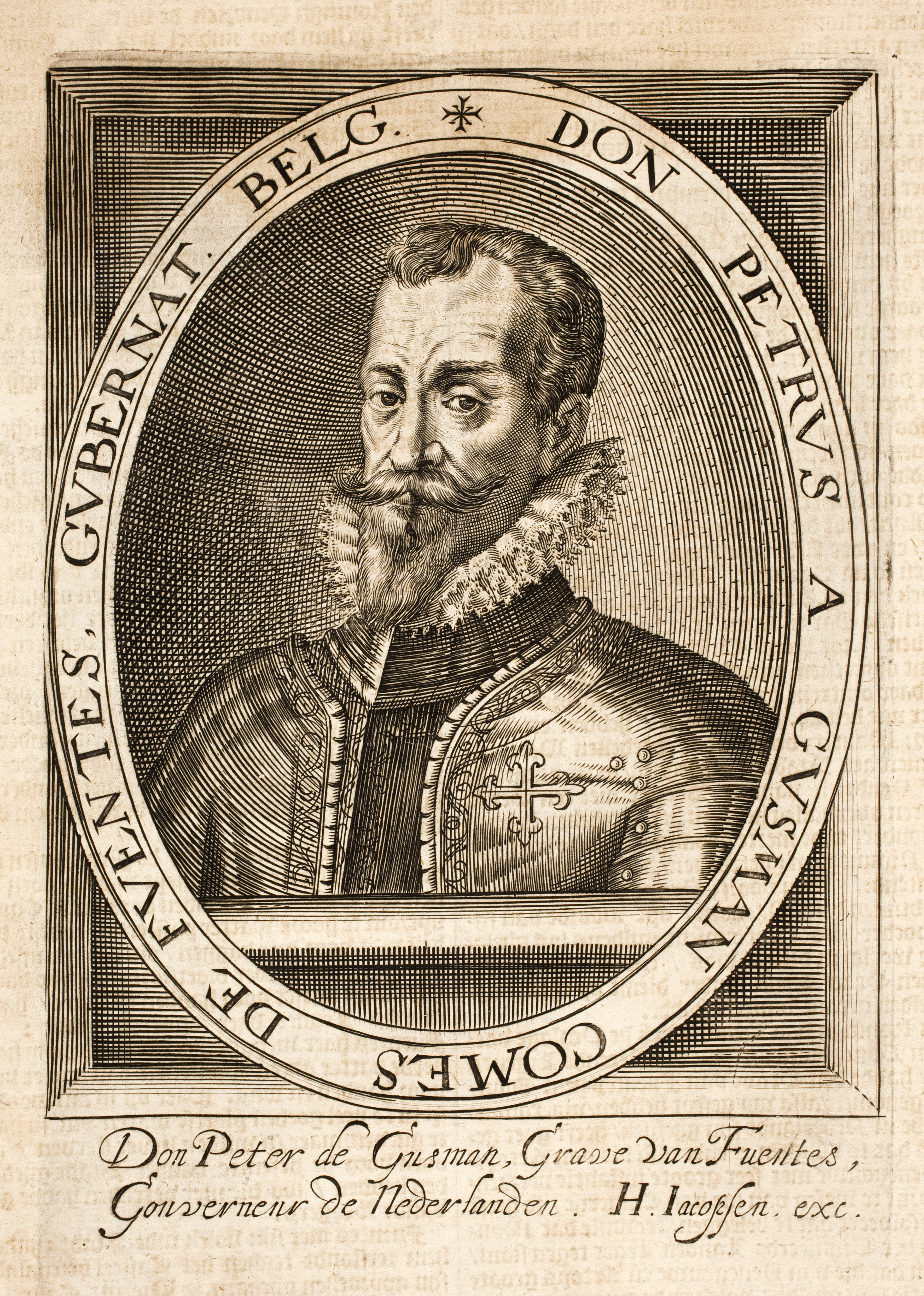
Pedro de Acevedo, conte di Fuentes, in un ritratto di Emanuel van Meteren

Mentre gli ufficiali anglo-olandesi si aspettavano un lungo assedio, la truppa pensava più a un assedio breve in quanto dalla città era giunto più di uno spunto che la popolazione volesse unirsi alla repubblica. La guarnigione spagnola di Groninga, ad ogni modo, era fermamente intenzionata a non negoziare alcun trattato con Maurizio, contando fermamente sull'arrivo delle truppe dell'arciduca Ernesto d'Austria. Questi, infatti, aveva ordinato al conte di Fuentes, Pedro Henriquez de Acevedo, di impegnarsi per togliere d'assedio la città ed ordinò alla guarnigione di non cedere in alcun modo, pena la morte. Nel frattempo, galvanizzati da questa notizia, gli spagnoli spararono furiosamente contro gli assedianti nella speranza di indebolirli e di farli ritirare prima ancora dell'arrivo dei rinforzi. Il conte di Fuentes aveva racimolato un esercito di circa 5000 uomini, ma tra ammutinamenti tra la fanteria e la cavalleria, il numero degli uomini disponibili era diminuito ed, assieme ad una nuova ondata di malattie, dovette desistere dal prestare aiuto alla città di Groninga.
L'Oosterpoort a metà giugno divenne il principale obbiettivo del fuoco dei cannoni degli assedianti, mentre i genieri anglo-olandesi scavavano delle gallerie per minare il rivellino. Quando anche in città si seppe che il Fuentes aveva abbandonato l'impresa, in molti pensarono di negoziare una capitolazione, ma quando queste trattative sembravano sul punto di iniziare scoppiarono dei nuovi combattimenti tra i cittadini (Alberto Jarges e Liauckema fronteggiarono con le truppe spagnole i cittadini stessi ricordando loro che secondo gli ordini ricevuti dal governo spagnolo se avessero ceduto tutti sarebbero stati giustiziati). Nel frattempo i lavori dei genieri presso la Oosterpoort continuavano ed il 18 giugno il capitano inglese sir Edward Brooke rimase ucciso e venne sostituito dal fratello minore di Francis Vere, Horace, che venne promosso capitano.
Il 5 luglio, i lavori di minatura erano completi e nei tunnel venne portato l'esplosivo durante la notte, facendolo poi detonare. In un fiero combattimento corpo a corpo tra assedianti ed assediati nel quale ebbero modo di distinguersi molti scozzesi, prima dell'alba il bastione esterno poteva dirsi conquistato. Le perdite risultarono pesanti tra gli attaccanti con 150 perdite, ma questi inflissero perdite per oltre 200 uomini ai membri della guarnigione.
Senza speranza di salvezza, gli spagnoli si arresero concordando con gli olandesi le condizioni al campo di Maurizio.

## Conseguenze

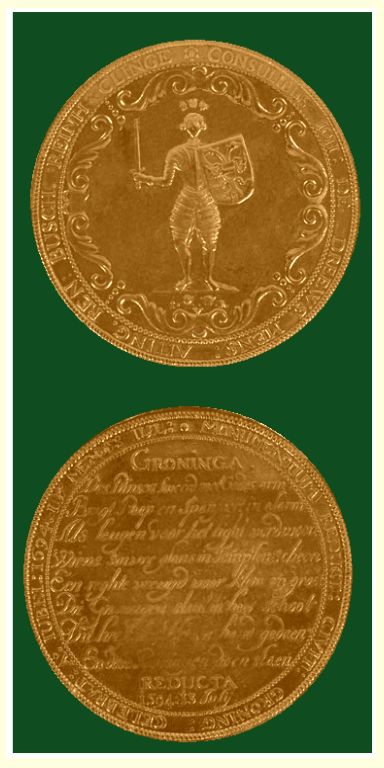
Moneta d'oro celebrante la presa di Groninga e la restaurazione delle Sette Province

Dopo che i cannoni tacquero, con la capitolazione di Groninga, ai cittadini vennero riconosciuti tutti i loro antichi diritti. La guarnigione ottenne di potersi portare fuori dalla città e nuovi magistrati vennero nominati da Guglielmo Luigi, stadtholder di Frisia. Quasi 400 spagnoli e 300 altri difensori rimasero uccisi o feriti nello scontro. La richiesta per il mantenimento in attività almeno di una chiesa cattolica venne rifiutata. A Groninga venne sottoscritto il "Trattato di Riduzione" e la città divenne ufficialmente una provincia dell'unione. In termini religiosi, ad ogni modo, la città cambiò radicalmente alterando gli accordi concordati con van Oldenbarnevelt prima dell'assedio. Dopo la capitolazione tutti i monaci ed i sacerdoti cattolici dovettero lasciare la città. Il consiglio cittadino venne privato di tutti i suoi esponenti di fede cattolica ed il cattolicesimo venne proibito in città.
Maurizio, coi suoi principali ufficiali tra cui Guglielmo Luigi e Francis Vere, fece il proprio ingresso trionfale a Groninga il 15 luglio. Maurizio fece quindi ritorno ad Amsterdam, passando da Le Hague dove fece una seconda entrata trionfale.
Per la repubblica olandese la presa di Groninga fu una vittoria molto importante. L'esercito spagnolo era infatti stato espulso dalle province settentrionali e la restaurazione delle Sette Province poteva dirsi ormai completa. Verdugo, sconfitto per l'ennesima volta, venne richiamato in Frisia dall'arciduca Ernesto d'Austria e sostituito da Herman van den Bergh.
La caduta di Groninga cambiò anche il bilanciamento delle forze nella contea tedesca della Frisia orientale, dove il conte luterano Edzardo II della Frisia orientale aveva incontrato delle contrapposizioni con le forze calviniste della città di Emden. Gli stati generali avevano una loro guarnigione ad Emden, e costrinsero il conte a riconoscere diplomaticamente il trattato di Delfzijl del 1595. Maurizio attesero pe qualche tempo prima di proseguire la loro campagna a nord-est del Reno e riprendere le città della regione di Twente, come Enschede, Oldenzaal e Lingen.
Per celebrare la vittoria di Groninga venne coniata una medaglia in oro da parte del nuovo consiglio cittadino della città, donata ai membri dell'assemblea degli stati generali ed agli ufficiali coinvolti nell'assedio.